# Jorge Koechlin
Jorge Javier Augusto Germán Koechlin von Stein (pronunciación en alemán: /kˌoːɛçlˈiːn fˈɔn ʃtˈa͡ɪn/; Huacho, 12 de febrero de 1950) es un automovilista, empresario y político peruano. Desde el año 2003 conduce el programa televisivo Automundo, transmitido actualmente por Canal N.

## Biografía
Jorge Koechlin nació en la ciudad de Huacho, ubicado en la provincia de Huaura en el departamento de Lima, el 12 de febrero de 1950. Es hijo de José Koechlin Rivero y de Dora von Stein Kühn.
Realizó sus estudios primarios y secundarios en el Colegio de la Inmaculada, ubicado en el distrito de Santiago de Surco. Ingresó a la Universidad de Lima donde estudió la carrera de Administración de empresas, sin embargo, no llegó a concluirlos.
A los 21 años de edad, al empezar la década de los 70s, viajó a Inglaterra donde recibió adiestramiento en mecánica de automóviles, lo que le valió luego para su trayectoria, tanto en el Perú como en el extranjero. Al llegar a Europa en 1972, se enteró de que su tío abuelo fue el ganador en 1895 de la primera carrera de autos del mundo y que luego fundó su propia fábrica de autos en la que se construyó el primer motor de carreras de dos tiempos para el Grand Prix de Rennes, lo cual le motivó para seguir en este ambiente.
Fue piloto de pruebas durante 16 años, llegando a ser corredor de la Fórmula 1 Británica o Fórmula Aurora, como también se conocía. Quedando 4.º., en el campeonato con su propio equipo peruano, Team Perú, con un retirado Williams FW07 de la escudería Williams. Al siguiente año iba a participar en las 500 millas de Indianápolis, pero el carro del equipo Theodore Racing del magnate Teddy Yip nunca apareció. Corrió en una fecha de la Serie CART (Championship Auto Racing Teams), en Laguna Seca, pero tuvo que abandonar por un problema de caja, después de clasificar en la posición 26.
En la década de los 90s realizó, junto con el comentarista Alejandro Pombo, la retransmisión para Latinoamérica de ESPN, narranado y enlazando a corredores como Alessandro Zanardi, Jimmy Vasser, Scott Pruett, Michael Andretti, Adrián Fernández, Juan Pablo Montoya y Greg Moore entre otros. Y también en los años 1996 al año 2000 transmitió el Campeonato Sudamericano de Fórmula 3 Sudamericana por dicho canal junto a su compatriota y connacional Gastón Basadre, Alfredo Béjar y los argentinos Marcelo Horacio Vivo, Christian Melara, Christian Carbia el entonces piloto en actividad Néstor Gabriel Furlan y Martín Urruty, el venezolano Luis Alfredo Álvarez, y en sus dos primeros años años 1996 y 1997 y luego años 1998 hasta la temporada 2000.
En el año 2005 su programa Automundo se alió con ESPN para coberturas internacionales. En 2008 fue invitado por Speed para las 24 Horas de Daytona.
Actualmente su programa Automundo se transmite por la señal de Canal N.

## Participación en la política
Jorge Koechlin incursiona en el ámbito político cuando en el año 2006 se afilia al partido Solidaridad Nacional de Luis Castañeda Lossio y posteriormente participa como candidato al Congreso de la República con el número 18 por Lima, dentro de la alianza Unidad Nacional. Paralelamente, el mismo año, su hermano, Pedro Koechlin von Stein, postuló a la presidencia de la república por el partido fujimorista Con Fuerza Perú, en que participó Jorge por disputas familiares. Koechlin no logró ser elegido tras solo obtener 12,401 votos y permaneció en el partido hasta su renuncia en marzo del año 2017.
En las elecciones regionales de 2018, Jorge Koechlin es invitado por el partido Acción Popular como su candidato a la presidencia del Gobierno Regional de Lima. Sin embargo, quedó en el octavo lugar tras ele triunfo de Ricardo Chavarría Oría.
En el año 2020, Koechlin se afilió al Partido Popular Cristiano y postuló nuevamente al Congreso de la República en las elecciones parlamentarias extraordinarias sin tener éxito y de igual manera en su candidatura al Parlamento Andino en las elecciones de 2021, donde quedó tachado.

## Palmarés

### Resumen de Carrera
| Temporada | Serie                    | Equipo            | Carreras | Victorias | Poles | Puntos | Posición |
| --------- | ------------------------ | ----------------- | -------- | --------- | ----- | ------ | -------- |
| 1982      | Fórmula 1 Británica      | Team Perú         | 2        | 0         | 1     | 12     | 4        |
| 1983      | PPG Indycar World Series | Theodore Racing   | 0        | 0         | 0     | 0      | NC       |
| 1983      | PPG Indycar World Series | Dick Simon Racing | 1        | 0         | 0     | 0      | 41       |
| 1985      | Caminos del Inca         | NA                | ?        | ?         | -     | ?      | 1        |
| 1996      | IMSA GT Championship     | Dibos Racing      | 1        | 0         | 0     | ?      | ?        |

#### CART
| Año  | Equipo            | 1   | 2       | 3   | 4   | 5   | 6   | 7   | 8   | 9   | 10   | 11  | 12    | 13  | Posición | Puntos |
| ---- | ----------------- | --- | ------- | --- | --- | --- | --- | --- | --- | --- | ---- | --- | ----- | --- | -------- | ------ |
| 1983 | Theodore Racing   | ATL | INDY NP | MIL | CLE | MIS | ROA | POC | RIV | MDO | MIS2 | CEA |       |     | 41       | 0      |
| 1983 | Dick Simon Racing |     |         |     |     |     |     |     |     |     |      |     | LS 15 | PHO | 41       | 0      |

#### Indianápolis 500
| Año  | Chasis | Motor | Inicio | Final | Equipo          |
| ---- | ------ | ----- | ------ | ----- | --------------- |
| 1983 | ?      | ?     | NP     | NP    | Theodore Racing |